# Municipio de Bay Lake
El municipio de Bay Lake (en inglés: Bay Lake Township) es un municipio ubicado en el condado de Crow Wing en el estado estadounidense de Minnesota. En el año 2010 tenía una población de 929 habitantes y una densidad poblacional de 9,88 personas por km².

## Geografía
El municipio de Bay Lake se encuentra ubicado en las coordenadas 46°22′16″N 93°52′19″O / 46.37111, -93.87194. Según la Oficina del Censo de los Estados Unidos, el municipio tiene una superficie total de 94.06 km², de la cual 70,7 km² corresponden a tierra firme y (24,83 %) 23,35 km² es agua.

## Demografía
Según el censo de 2010, había 929 personas residiendo en el municipio de Bay Lake. La densidad de población era de 9,88 hab./km². De los 929 habitantes, el municipio de Bay Lake estaba compuesto por el 98,82 % blancos, el 0,11 % eran amerindios, el 0,11 % eran asiáticos, el 0,11 % eran de otras razas y el 0,86 % eran de una mezcla de razas. Del total de la población el 0,22 % eran hispanos o latinos de cualquier raza.